# Mycale mannarensis
Mycale mannarensis är en svampdjursart som beskrevs av Thomas 1968. Mycale mannarensis ingår i släktet Mycale och familjen Mycalidae.
Artens utbredningsområde är havet utanför Indien. Inga underarter finns listade i Catalogue of Life.